# Lijst van Formule 1-records (race)
Dit is een lijst van racerecords in het FIA Wereldkampioenschap Formule 1 sinds 1950.
Deze lijst is bijgewerkt tot en met de 1139e race: de Grand Prix Formule 1 van Hongarije 2025, verreden op 3 augustus 2025.

## Racerecords
| Omschrijving                                                                 | Record                   | Details | Ref.          |
| Starters                                                                     | Starters                 | Starters | Starters      |
| ---------------------------------------------------------------------------- | ------------------------ | --- | ------------- |
| Meeste starters                                                              | 34                       | Duitsland 1953 | [ 1 ]         |
| Minste starters                                                              | 6                        | Verenigde Staten 2005 |               |
| Minste starters bij een herstart                                             | 1                        | Hongarije 2021 (ronde 4) |               |
| Jongste gemiddelde leeftijd                                                  | 26 jaar, 280 dagen       | Rusland 2017 | [ 3 ]         |
| Oudste gemiddelde leeftijd                                                   | 42 jaar, 323 dagen       | België 1951 | [ 3 ]         |
| Finishers en uitvallers                                                      |                          | |               |
| Meeste finishers                                                             | 24                       | Europa 2011 (24 starters) | [ 4 ]         |
| Minste finishers                                                             | 3                        | Monaco 1996 (21 starters, 7 geklasseerde auto's) | [ 5 ]         |
| Minste geklasseerde auto's                                                   | 4                        | Monaco 1966 (16 starters) | [ 5 ]         |
| Meeste uitvallers                                                            | 25                       | Indianapolis 500 1951 (33 starters) |               |
| Hoogste percentage uitvallers                                                | 85,7%                    | Monaco 1996 (18 van de 21 starters) | [ 6 ]         |
| Minste uitvallers                                                            | 0                        | Nederland 1961 (15 starters) Italië 2005 (20 starters) Verenigde Staten 2005 (6 starters) Europa 2011 (24 starters) China 2016 (22 starters) Japan 2016 (22 starters) Oostenrijk 2019 (20 starters) Frankrijk 2021 (20 starters) België 2021 (20 starters) Turkije 2021 (20 starters) Miami 2023 (20 starters) Spanje 2023 (20 starters) Bahrein 2024 (20 starters) Spanje 2024 (20 starters) Nederland 2024 (20 starters) Japan 2025 (20 starters) België 2025 (20 starters) |               |
| Seizoenen                                                                    |                          | |               |
| Meeste races in één seizoen                                                  | 24                       | 2024 | [ 7 ]         |
| Minste races in één seizoen                                                  | 7                        | 1950, 1955 | [ 7 ]         |
| Vroegste begin van een seizoen                                               | 1 januari                | 1965 ( Zuid-Afrika) 1968 ( Zuid-Afrika) |               |
| Laatste begin van een seizoen                                                | 5 juli                   | 2020 ( Oostenrijk) |               |
| Vroegste einde van een seizoen                                               | 2 september              | 1956 ( Italië) |               |
| Laatste einde van een seizoen                                                | 29 december              | 1962 ( Zuid-Afrika) |               |
| Wereldkampioenschappen                                                       |                          | |               |
| Meeste wereldkampioenschappen besloten in dezelfde Grand Prix (coureur)      | 13                       | Japan | [ 8 ]         |
| Meeste wereldkampioenschappen besloten in dezelfde Grand Prix (constructeur) | 11                       | Italië | [ 8 ]         |
| Meeste races over nadat het wereldkampioenschap was besloten (coureur)       | 6                        | 2002 (Na Frankrijk 2002) 2023 (Na sprint van Qatar 2023) | [ 7 ]         |
| Meeste races over nadat het wereldkampioenschap was besloten (constructeur)  | 6                        | 2023 (Na Japan 2023) | [ 9 ]         |
| Race met meeste wereldkampioenen                                             | 6                        | Alle races in 2012 | [ 10 ]        |
| Race met minste wereldkampioenen                                             | 0                        | Dit is in 46 races gebeurd, laatste: Frankrijk 1996 | [ 10 ]        |
| Overwinningen                                                                |                          | |               |
| Meeste overwinningen in dezelfde Grand Prix (coureur)                        | 9                        | Groot-Brittannië (Lewis Hamilton) | [ 11 ]        |
| Meeste overwinningen in dezelfde Grand Prix (constructeur)                   | 21                       | Duitsland (Ferrari) | [ 12 ]        |
| Meeste overwinningen in dezelfde Grand Prix (motor)                          | 21                       | Duitsland (Ferrari) Italië (Ferrari) | [ 13 ]        |
| Race met meeste racewinnaars                                                 | 15                       | België 1978 Spanje 1978 | [ 14 ]        |
| Race met minste racewinnaars                                                 | 0                        | Groot-Brittannië 1950 Indianapolis 500 1950 Italië 1960 | [ 14 ]        |
| Grootste verschil nummer 1 en 2 op de finish (rondes)                        | 2 rondes                 | Spanje 1969 (1e: Jackie Stewart, 2e: Bruce McLaren) Australië 1995 (1e: Damon Hill, 2e: Olivier Panis) | [ 15 ]        |
| Grootste verschil nummer 1 en 2 op de finish (tijd)                          | 5:12,75 min              | Portugal 1958 (1e: Stirling Moss, 2e: Mike Hawthorn) | [ 16 ]        |
| Kleinste verschil nummer 1 en 2 op de finish                                 | 0,01 s                   | Italië 1971 (1e: Peter Gethin, 2e: Ronnie Peterson) | [ 19 ]        |
| Kleinste verschil nummer 1 en 2 op de finish                                 | 0,011 s                  | Verenigde Staten 2002 (1e: Rubens Barrichello, 2e: Michael Schumacher) | [ 19 ]        |
| Polepositions                                                                |                          | |               |
| Meeste polepositions in dezelfde Grand Prix (coureur)                        | 9                        | Hongarije (Lewis Hamilton) | [ 21 ]        |
| Meeste polepositions in dezelfde Grand Prix (constructeur)                   | 23                       | Italië (Ferrari) | [ 22 ]        |
| Meeste polepositions in dezelfde Grand Prix (motor)                          | 24                       | Italië (Ferrari) | [ 23 ]        |
| Grootste verschil in kwalificatie tussen nummer 1 en 2                       | 10,9 s                   | Duitsland 1968 (1e: Jacky Ickx, 2e: Chris Amon) | [ 24 ]        |
| Kleinste verschil in kwalificatie tussen nummer 1 en 2                       | 0,000 s                  | Europa 1997 (1e: Jacques Villeneuve, 2e: Michael Schumacher) Canada 2024 (1e: George Russell, 2e: Max Verstappen) | [ 26 ]        |
| Snelste rondes                                                               |                          | |               |
| Meeste snelste rondes in dezelfde Grand Prix (coureur)                       | 7                        | Groot-Brittannië (Nigel Mansell) Spanje (Michael Schumacher) Italië (Lewis Hamilton) | [ 27 ]        |
| Meeste snelste rondes in dezelfde Grand Prix (constructeur)                  | 21                       | Groot-Brittannië (Ferrari) | [ 28 ]        |
| Meeste snelste rondes in dezelfde Grand Prix (motor)                         | 21                       | Groot-Brittannië (Ferrari) | [ 29 ]        |
| Podia                                                                        |                          | |               |
| Meeste podia in dezelfde Grand Prix (coureur)                                | 14                       | Groot-Brittannië (Lewis Hamilton) | [ 30 ]        |
| Meeste podia in dezelfde Grand Prix (constructeur)                           | 72 (uit 54 podiumraces)  | Italië (Ferrari) | [ 31 ]        |
| Meeste podia in dezelfde Grand Prix (motor)                                  | 74 (uit 55 podiumraces)  | Italië (Ferrari) | [ 32 ]        |
| Jongste gemiddelde leeftijd van een podium                                   | 23 jaar, 256 dagen       | Brazilië 2019 (Max Verstappen, Pierre Gasly, Carlos Sainz jr.) | [ 33 ]        |
| Oudste gemiddelde leeftijd van een podium                                    | 46 jaar, 263 dagen       | Zwitserland 1950 (Giuseppe Farina, Luigi Fagioli, Louis Rosier) | [ 33 ]        |
| Punten                                                                       |                          | |               |
| Meeste punten in dezelfde Grand Prix (coureur)                               | 326                      | Groot-Brittannië (Lewis Hamilton) | [ 34 ]        |
| Meeste punten in dezelfde Grand Prix (constructeur)                          | 720                      | Italië (Ferrari) | [ 35 ]        |
| Meeste punten in dezelfde Grand Prix (motor)                                 | 892                      | Groot-Brittannië (Mercedes) | [ 36 ]        |
| Leiding                                                                      |                          | |               |
| Meeste rondes aan de leiding in dezelfde Grand Prix (coureur)                | 487 (2.133 km)           | Hongarije (Lewis Hamilton) | [ 37 ]        |
| Meeste rondes aan de leiding in dezelfde Grand Prix (constructeur)           | 1290 (7.987 km)          | Italië (Ferrari) | [ 38 ]        |
| Meeste rondes aan de leiding in dezelfde Grand Prix (motor)                  | 1344 (8.300 km)          | Italië (Ferrari) | [ 39 ]        |
| Meeste leiders in een race                                                   | 8                        | Italië 1971 | [ 40 ]        |
| Minste leiders in een race                                                   | 1                        | Dit is in 239 races gelukt, laatste: Emilia-Romagna 2025 | [ 41 ]        |
| Tijden en afstanden                                                          |                          | |               |
| Langste race (tijd)                                                          | 4:04:39,540 (70 rondes)  | Canada 2011 | [ 42 ]        |
| Langste race zonder rode vlag (tijd)                                         | 3:57:38,050 (200 rondes) | Indianapolis 500 1951 | [ 42 ]        |
| Langste race (afstand)                                                       | 804,672 km (200 rondes)  | Indianapolis 500 1951, 1952, 1953, 1954, 1955, 1956, 1957, 1958, 1959, 1960 | [ 43 ]        |
| Langste niet-Indianapolis 500-race (afstand)                                 | 601,832 km (77 rondes)   | Frankrijk 1951 | [ 43 ]        |
| Kortste race                                                                 | 0:03:27,071 (1 ronde)    | België 2021 | [ 44 ]        |
| Kortste race zonder rode vlag                                                | 1:12:13,618 (51 rondes)  | Italië 2023 | [ 45 ]        |
| Minste aantal rondes zonder rode vlag                                        | 12 rondes                | Duitsland 1971 | [ 46 ]        |
| Langste ronde tijd (poleposition)                                            | 10:04,4 min              | Duitsland 1952 (Alberto Ascari) | [ 47 ]        |
| Kortste ronde tijd (poleposition)                                            | 53,377 s                 | Sakhir 2020 (Valtteri Bottas) | [ 48 ]        |
| Langste ronde afstand                                                        | 25,579 km                | Pescara (1957) | [ 49 ]        |
| Kortste ronde afstand                                                        | 3,145 km                 | Monaco (1955-1972) | [ 49 ]        |
| Snelheden                                                                    |                          | |               |
| Hoogste gemiddelde snelheid (winnaar)                                        | 247,586 km/h             | Italië 2003 (Michael Schumacher) | [ 51 ]        |
| Laagste gemiddelde snelheid (winnaar)                                        | 53,583 km/h              | Japan 2022 (Max Verstappen) | [ 52 ]        |
| Laagste gemiddelde snelheid zonder rode vlag (winnaar)                       | 98,701 km/h              | Monaco 1950 (Juan Manuel Fangio) | [ 52 ]        |
| Hoogste gemiddelde snelheid (poleposition)                                   | 264,363 km/h             | Italië 2020 (Lewis Hamilton) | [ 53 ]        |
| Hoogste gemiddelde snelheid (snelste ronde)                                  | 257,321 km/h             | Italië 2004 (Rubens Barrichello) | [ 54 ]        |
| Hoogste topsnelheid (race)                                                   | 373,29 km/h              | Mexico 2016 (Valtteri Bottas) | [ 55 ]        |
| Hoogste topsnelheid (weekendsessie)                                          | 378 km/h                 | Europa 2016 (Valtteri Bottas) | [ 56 ]        |
| Locaties                                                                     |                          | |               |
| Meeste races in hetzelfde land                                               | 108                      | Italië | [ 57 ]        |
| Minste races in hetzelfde land                                               | 1                        | Marokko | [ 57 ]        |
| Meeste races bij dezelfde Grand Prix                                         | 76                       | Groot-Brittannië | [ 58 ]        |
| Minste races bij dezelfde Grand Prix                                         | 1                        | Pescara 1957 Marokko 1958 Dallas 1984 70-jarige Jubileum (2020) Toscane 2020 Eifel 2020 Sakhir 2020 | [ 58 ]        |
| Meeste races bij hetzelfde circuit                                           | 74                       | Monza | [ 57 ]        |
| Minste races bij hetzelfde circuit                                           | 1                        | Pescara (1957) Ain-Diab (1958) AVUS (1959) Monsanto (1959) Sebring (1959) Riverside (1960) Zeltweg (1964) Le Mans (1967) Dallas (1984) Donington (1993) Mugello (2020) | [ 57 ]        |
| Inhaalacties                                                                 |                          | |               |
| Meeste inhaalacties in een droge race                                        | 161                      | China 2016 | [ 59 ]        |
| Meeste inhaalacties in een natte race                                        | 186                      | Nederland 2023 | [ 60 ]        |
| Meeste inhaalacties in één ronde                                             | 63                       | Nederland 2023 (ronde 3) | [ 60 ]        |
| Minste inhaalacties in een race                                              | 0                        | Monaco 2003 Verenigde Staten 2005 Europa 2009 België 2021 | [ 59 ]        |
| Meeste inhaalacties voor de leiding                                          | 41                       | Italië 1965 | [ 59 ]        |
| Overig                                                                       |                          | |               |
| Meeste pitstops                                                              | 89                       | Nederland 2023 | [ 61 ]        |
| Minste pitstops                                                              | 0                        | Nederland 1961 België 2021 | [ 62 ]        |
| Meeste safety cars                                                           | 6                        | Canada 2011 | [ 45 ]        |
| Meeste rode vlaggen (race)                                                   | 3                        | Australië 2023 | [ 63 ]        |
| Meeste rode vlaggen (kwalificatie)                                           | 5                        | Emilia-Romagna 2022 São Paulo 2024 | [ 64 ] [ 65 ] |
| Langste rode vlag                                                            | 165 min                  | Italië 1978 België 2021 |               |
| Warmste race (lucht temperatuur)                                             | 42,5 °C                  | Bahrein 2005 | [ 66 ]        |
| Koudste race (lucht temperatuur)                                             | 5 °C                     | Canada 1978 | [ 67 ]        |
| Hoogste opkomst (race weekend)                                               | 520.000                  | Australië 1995 | [ 68 ]        |
| Hoogste opkomst (race)                                                       | 250.000                  | Verenigde Staten 2000 | [ 69 ]        |
| Laagste opkomst (race weekend)                                               | 0                        | In Grands Prix 1-8 en 13-17 in 2020 en in Grands Prix 2-4 en 6 in 2021 |               |